# تدرج الحرارة الأرضية

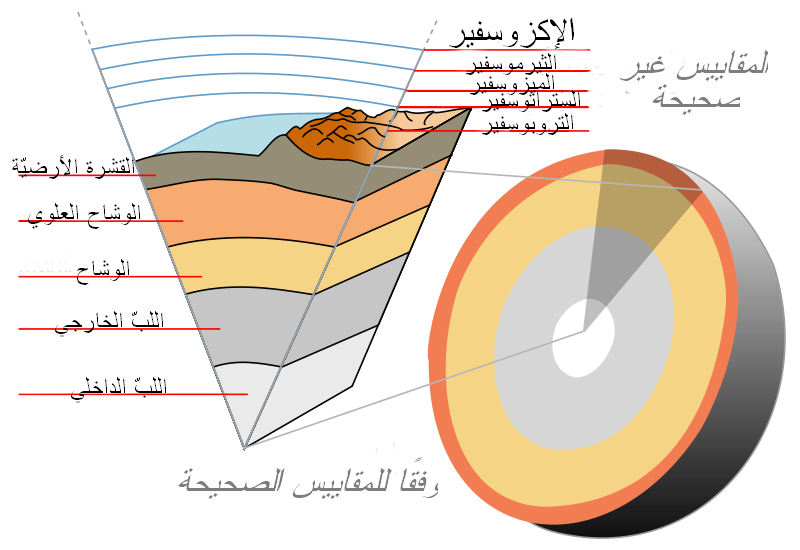
مقطع في داخل الأرض يبين الطبقات بين المركز وسطح الأرض.

تدرّج الحرارة الأرضية في الجيولوجيا هو معدل زيادة درجة الحرارة مع زيادة العمق نحو مركز الأرض، وهذا يتضمن انتقال الحرارة من داخل الأرض الساخن إلى سطح الأرض البارد. ويبلغ معدل زيادة درجة الحرارة بزيادة العمق في باطن الأرض بين 25 - 30 درجة مئوية لكل كيلومتر عمق وذلك بعيدا عن حدود الصفائح التكتونية. تلك هي طبيعة الأرض في معظم أنحاء العالم.
وعندما نتحدث عن تدرّج الحرارة الأرضية فيجب أن لا ننسى أن تلك الخاصية ليست تخص الأرض وحدها، بل هي من خصائص الكواكب أيضا، ويتصف كل كوكب بمدرجه الحراري الباطني الخاص به.
وتأتي الحرارة الأرضية من مصدرين حراريين، أحدهما هو نتيجة لتقلص الكرة الأرضية تحت فعل الجاذبية عند نشأتها من الغبار الكوني، وهذه الحرارة تشكل نحو 20 % من الحرارة الأرضية المركزية، مضافا إليها الحرارة الناشئة عن النشاط الإشعاعي للعناصر المشعة الموجودة في باطن الأرض، وتشكل حرارتها 80 % من الحرارة الأرضية الكلية.
ومعظم النظائر المشعة التي تقوم بإنتاج الحرارة الأرضية البوتاسيوم-40 واليورانيوم-238 واليورانيوم-235 والثوريوم-232.
وقد تبلغ درجة حرارة مركز الأرض نحو 7000 درجة مئوية والضغط فيه قد يصل إلى 360 جيجا باسكال.
ونظرا لكون معظم حرارة الأرض ينشأ من النشاط الإشعاعي يعتقد العلماء أنه في بداية تاريخ الأرض وقبل تحلل النظائر المشعة ذات عمر نصف قصير أن حرارة الأرض كانت أعلى بكثير عن الآن. وقبل نحو 3 مليارات من السنين تدل الحسابات ان معدل توليد الحرارة الداخلية للأرض ضعف معدله الآن. كان ذلك المعدل المرتفع للتولد الحرارة الباطنية والمعتقد أنه كان يبلغ ضعف معدله الآن.
ويعتقد ان ذلك المعدل المرتفع في الماضي السحيق هو سبب زيادة الحمل الحراري في الغلاف الأرضي وتحرك الصفائح التكتونية بحيث تسمح بتكون صخور نارية مثل كوماتيتيس، تلك الصخور التي لا تتكون في الوقت الحالي.

## مصادر الحرارة

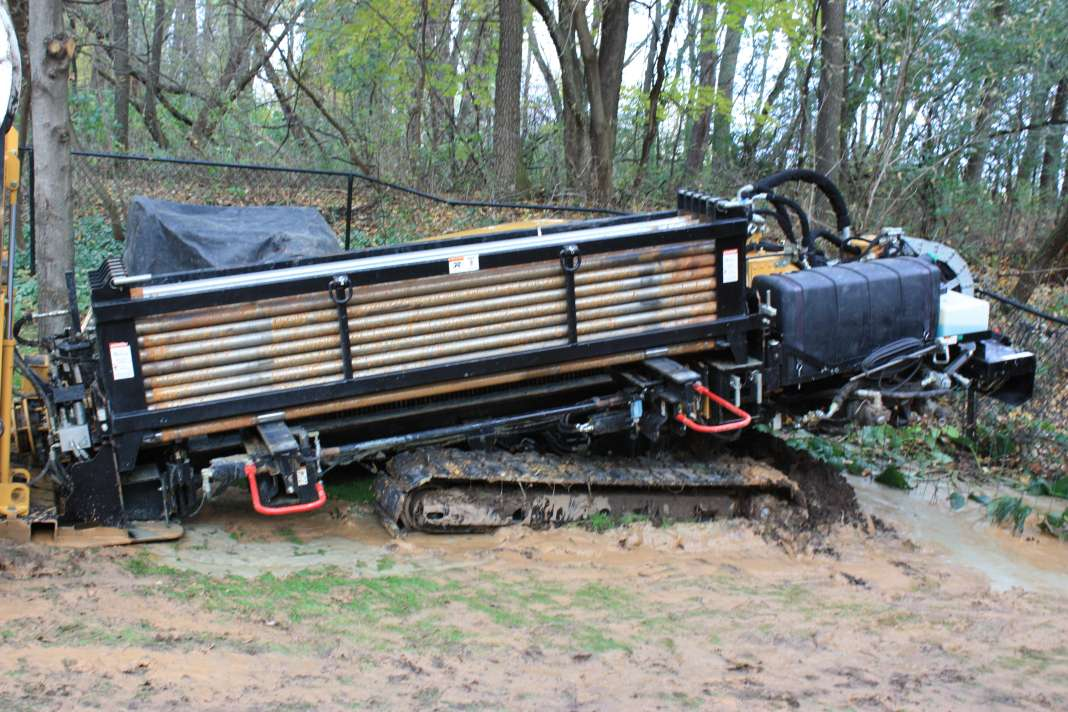
Geothermal drill machine in Wisconsin